# Hermine Körner

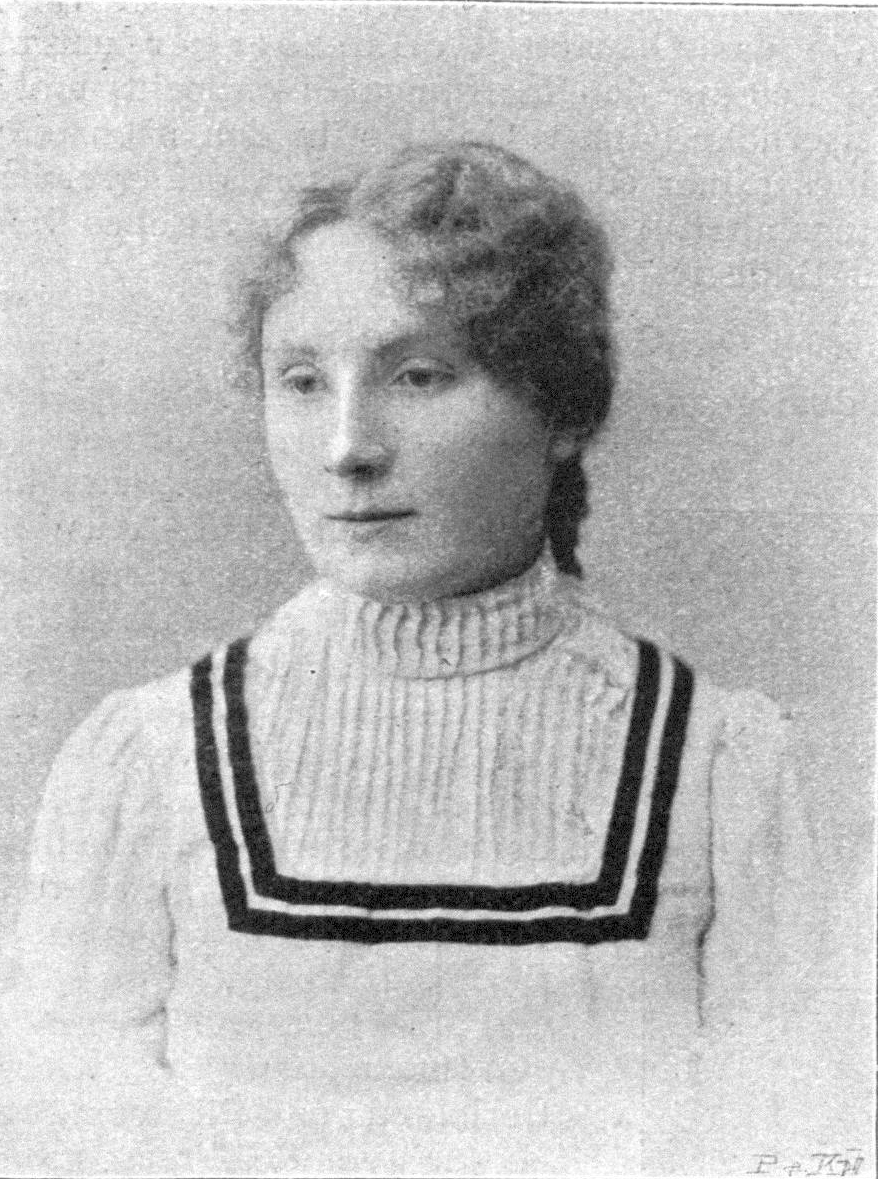
Hermine Körner (1900)

Otto Stoeckel (Mitte), 1907, mit Schauspielerinnen am Düsseldorfer Schauspielhaus: Marinanne Kwast, Antonia Ernau, Elisabeth Huch, Hermine Körner, Fanny Ritter und Eva Speyer

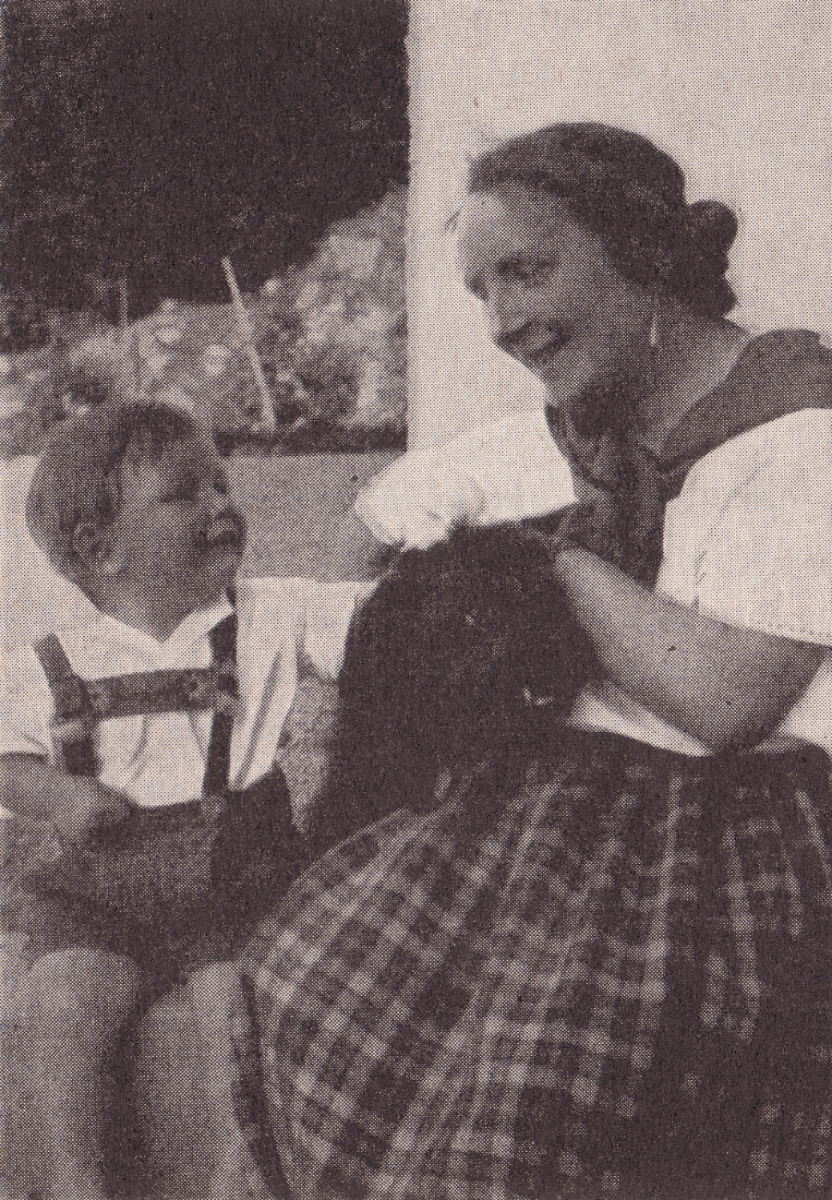
Hermine Körner und Enkel Peter Götz

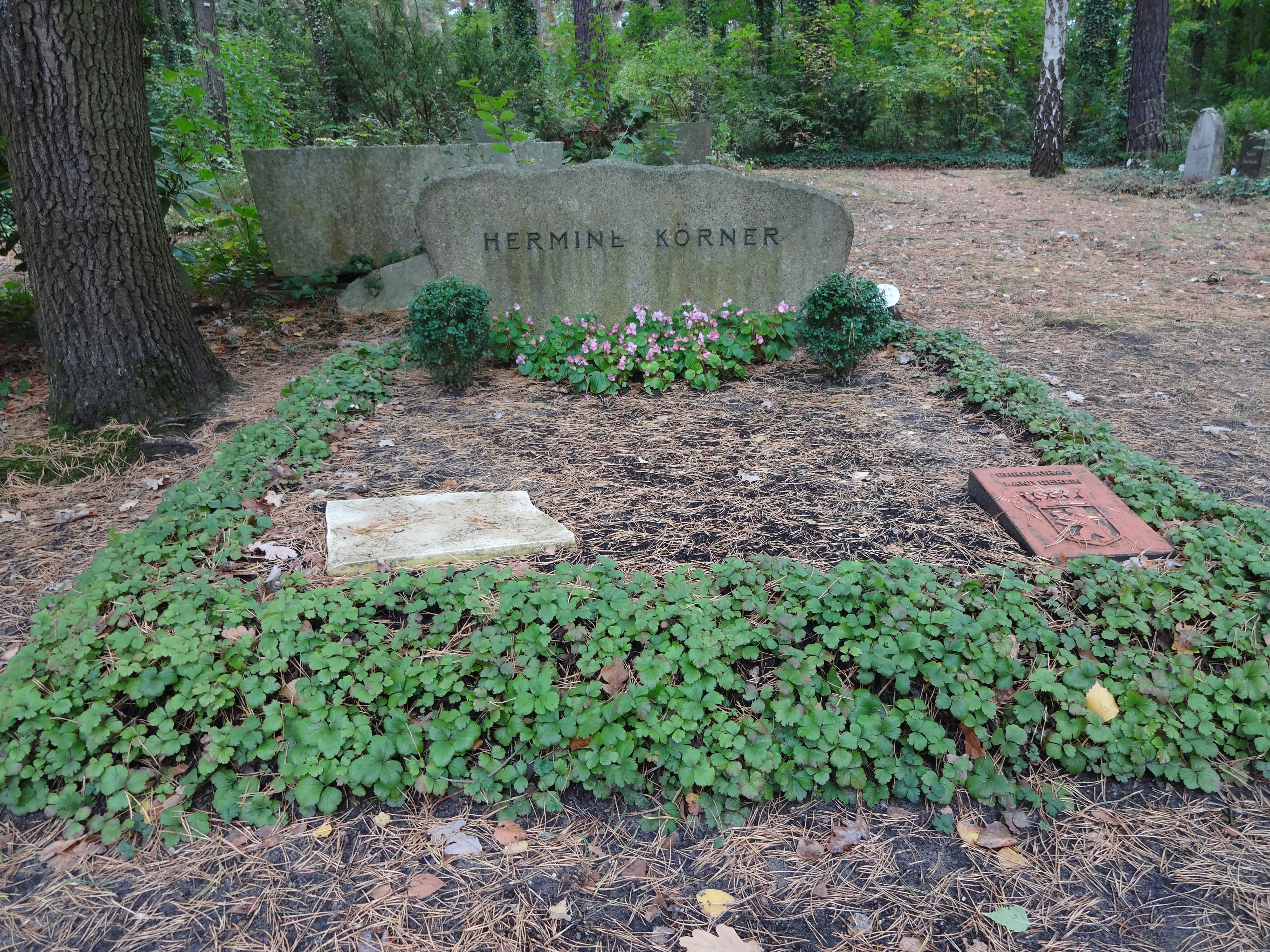
Grabstätte

Hermine Körner (* 30. Mai 1878 in Berlin; † 14. Dezember 1960 ebenda) war eine deutsche Schauspielerin, Regisseurin und Theaterleiterin.

## Leben
Hermine Körner war das fünfte Kind des Lehrers und Zoologen Wilhelm Stader (* 1. Februar 1840 in Elberfeld) und der Emilie Luyken (* 15. Juni 1846 in Altenkirchen (Westerwald); † 6. Februar 1926 ebenda). Der Vater brach 1880 zu einer Vortragsreise in die USA auf, von der er nicht zurückkehrte, er starb am 28. Februar 1888 in Reading. Die verwitwete Mutter zog mit den fünf Kindern von Berlin zum Bruder ins Elternhaus nach Altenkirchen (Westerwald), wo Hermine Körner ihre Kindheit verbrachte.
Am Wiesbadener Konservatorium studierte sie ab 1896 bei Max Reger Klavier. In Wiesbaden entdeckte sie ihre Leidenschaft für das Theater, die sie mit ihrer Liebe, dem österreichischen Offizier und Schauspieler Ferdinand Franz Körner (* 4. April 1873 in Wien) teilte. Sie heiratete Ferdinand Franz Körner am 23. Dezember 1897. Auf Vermittlung ihres Schwiegervaters August Körner (* 5. März 1838 in Linz), eines einflussreichen Wiener Bankiers, erhielt sie Gelegenheit zum Vorsprechen beim Generalintendanten der Wiener Hofoper. Körner debütierte 1898 am Wiener Burgtheater und erhielt schließlich ein Engagement am Kaiser-Jubiläums-Theater. Von 1905 bis 1909 spielte Hermine Körner am Düsseldorfer Schauspielhaus unter Louise Dumont und deren Ehemann Gustav Lindemann, ging aber 1909 ans Hoftheater Dresden, wo sie 1915 vertragsbrüchig wurde, Max Reinhardt holte sie ans Deutsche Theater Berlin. Darüber schrieb Felix Salten am 9. Januar 1916 eine satirische Kolumne im „Fremden-Blatt“.
In Stuttgart und Hamburg führte sie Regie und stand selbst auf der Bühne, von 1919 bis 1925 war sie Intendantin und Regisseurin am Münchner Schauspielhaus.
Dort eröffnete sie mit Kabale und Liebe, wofür sie Alexander Granach als Wurm engagierte, dem sie dann auch die Rolle des Shylock im Kaufmann von Venedig gab. 1925 ging sie als Intendantin nach Dresden ans Neustädter Schauspielhaus, das sie bis 1929 leitete.
Durch die Freundschaft mit Emmy Sonnemann gehörte Körner 1935 zum Kreis der Gäste von Sonnemanns Hochzeit mit Hermann Göring. Körner wurde bei dieser Gelegenheit zur preußischen Staatsschauspielerin ernannt. Die ihr von den Nationalsozialisten angebotene Intendanz in München lehnte sie jedoch ab und ging als Schauspielerin mit Gustaf Gründgens ans Preußische Staatstheater nach Berlin. Auf Rezitationsabenden, zunächst im Krieg als die Theater geschlossen waren, hat sie sich vornehmlich um das Werk Johann Wolfgang Goethes bemüht, beseelt von dem Wunsch, die Einheit seiner Dichtung wiederherzustellen – die Einheit aus Sprache und Geist.
Körner ist die Mutter der Schauspielerin Anneliese Reppel und lebte zuletzt in Berlin-Wilmersdorf. Sie wurde auf dem Waldfriedhof Zehlendorf in einem Ehrengrab der Stadt Berlin im Feld 027-139 beigesetzt.
Einige Bücher aus ihrem Besitz befinden sich heute in der Bibliothek der Akademie der Künste Berlin.

## Auszeichnungen
Hermine Körner erhielt am 8. Januar 1956 den Louise Dumont Topas aus der Hand Gustav Lindemanns und am 2. August 1956 das Große Bundesverdienstkreuz.
Im November 1976 wurde sie im Rahmen einer Sonderpostwertzeichen-Serie „Bedeutende Frauen“ mit einer Briefmarke der Deutschen Bundespost geehrt und wie folgt laudiert: „Bis in ihre späten Jahre als große alte Dame des deutschen Theaters – manchen Zeitgenossen noch als Ereignis gegenwärtig – prägten hohe Intelligenz, nerviges Spiel und ein unverwechselbares erotisches Fluidum die Wirkung ihrer Gestalten aus dem klassischen Repertoire und der klassischen Moderne.“
Die Briefmarke, nach einem Entwurf von Dorothea Fischer-Nosbisch, zeigt Hermine Körner in einer von ihr verkörperten tragischen Rolle; sie erscheint auf der 70-Pfennig-Marke als „Lady Macbeth“.

## Hermine-Körner-Ring
Für ihre Darstellung der Atossa in Äschylos Die Perser wurde Hermine Körner ein Siegelring mit einer griechischen Münze, die einst auf dem Schlachtfeld von Marathon gefunden worden war, als Ehrengabe überreicht. Diesen Ring stiftete Körner als Auszeichnung für jene deutsche Schauspielerin „mit ernsthaftesten Streben“. Körner selbst bestimmte noch zu Lebzeiten Roma Bahn als erste Trägerin.
Heute wird der Preis durch die Berliner Akademie der Künste, Abteilung Darstellende Kunst auf Lebenszeit der Trägerin verliehen.

### Trägerinnen des Hermine-Körner-Ringes
- Roma Bahn (1896–1975)
- Marianne Hoppe (1909–2002)
- Gisela Stein (1934–2009)
- Hildegard Schmahl (* 1940)

## Hermine-Körner-Preis der Stadt Kaufbeuren
Die Stadt Kaufbeuren verleiht seit dem Jahr 2006 den Hermine-Körner-Preis als Kategorie für die Sparte Darstellende Kunst ihres Kunst- und Kulturpreises.
Hermine Körner hatte ihre künstlerische Laufbahn 1895 (als Hermine Stader) am Kaufbeurer Stadttheater begonnen. Hier lernte sie auch ihren späteren Ehemann, den österreichischen Komiker Ferry Körner kennen.

### Preisträger des Hermine-Körner-Preises
- Leo Hiemer (Filmemacher, 2008)
- Wolfgang Krebs (Kabarettist, 2011)
- Thomas Garmatsch (Theaterpädagoge, 2019).

## Filmografie
- 1916: Die Einsame
- 1919: Der Karneval der Toten
- 1923: Der Mensch am Wege
- 1938/47: Altes Herz geht auf die Reise
- 1938/50: Preußische Liebesgeschichte
- 1941: Friedemann Bach
- 1943: Der verzauberte Tag
- 1948: Das verlorene Gesicht
- 1949: Tragödie einer Leidenschaft
- 1954: Legende eines Lebens (Fernsehfilm)
- 1954: Leocadia (Fernsehfilm)
- 1957: Das Geheimnis (Fernsehfilm)
- 1959: Der blaue Nachtfalter
- 1959: Die Troerinnen des Euripides (Fernsehfilm)
- 1959: Die Irre von Chaillot (Fernsehfilm)